# Palais des Sports de Saguenay
Pour les articles homonymes, voir Palais des sports.
Construit en 1946 et rénové au coût de huit millions de dollars en 2005, le palais des sports de Saguenay (pouvant être abrégé en Palais des Sports) est le deuxième plus grand amphithéâtre de la région (après le centre Georges-Vézina). Ces rénovations ont permis de refaire la toiture, la patinoire et d'enlever les colonnes qui gênaient la vue des spectateurs auparavant.

## Spectacles tenus au Palais des Sports
- 5 juin 1996 : Céline Dion[4]
- 28 décembre 2007 : Éric Lapointe[5]